# نوژتس-ستاتسیا
نوژتس-ستاتسیا (به لاتین: Nurzec-Stacja) یک روستا در لهستان است که در گمینا نوژتس-ستاتسیا واقع شده‌است. نوژتس-ستاتسیا ۲٬۰۰۰ نفر جمعیت دارد.